# سيريل هودجز
سيريل هودجز (بالإنجليزية: Cyril Hodges)‏ (18 سبتمبر 1919 في المملكة المتحدة - 1 يناير 1979) هو لاعب كرة قدم بريطاني في مركز الهجوم. لعب مع برايتون أند هوف ألبيون ونادي أرسنال وHaywards Heath Town F.C. ‏.